# Duino (hrad)
Hrad Duino (italsky castello di Duino, slovinsky grad Devin) je pevnost ze 14. století v italské obci Duino-Aurisina, v provincii Terst.

## Historie

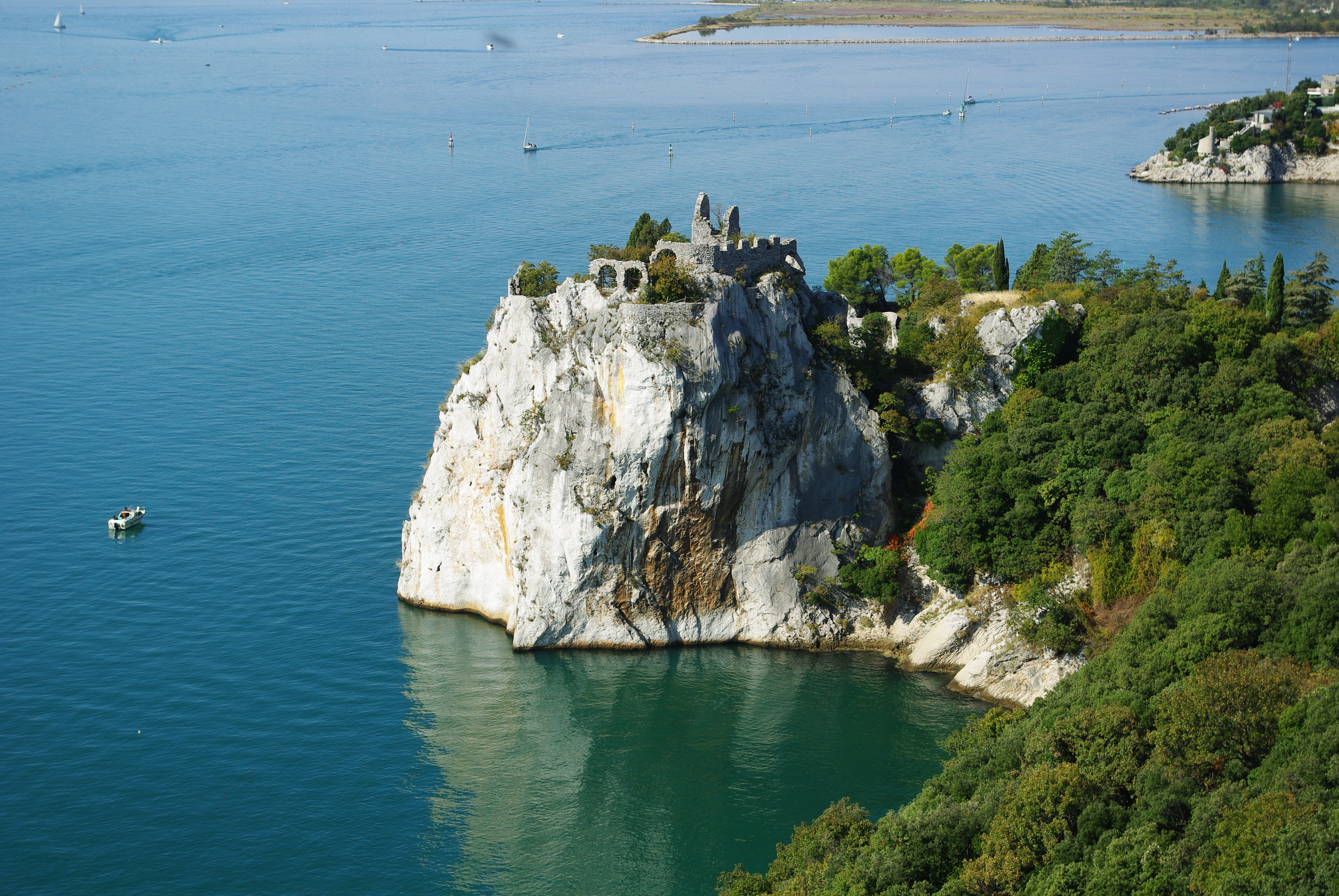
Zbytky starého hradu, k němuž se váže legenda o bílé paní

Přes 420 let byl vlastníkem hradu rod Della Torre, konkrétně nejprve linie Della Torre di Valsassina (von Thurn-Hofer und Valsassina) a poté vévodů della Torre e Tasso. Od roku 2003 je i s přilehlým parkem oteveřen veřejnosti.
Hrad byl vystavěn na zřícenině římské strážní věže a ve své hmotě zahrnuje věž ze 16. století.
Výstavba hradu započala v roce 1389 z iniciativy Hugona z Duina, kapitána Terstu, jako náhrada za Castelvecchio z 10. století, z něhož jsou dosud patrné zbytky na skalnatém výběžku nad mořem.
Po smrti Hugona pevnost zdědil Rambert z Walsee, bratr manželky, která se zasadilo o dostavbu hradu v prvních desetiletích 15. století. Poté přešel hrad na rod Habsburků, kteří jej předali dalším německým a italským rodům, z nichž posledním byli Hoferové z Hoenfelsu, jehož poslední potomek, Matthaeus, zemřel v roce 1587, zanechav po sobě dvě dcery, Ludoviku a Marii Claru Orsu.
Obě byly manželkami, jedna po smrti první, hraběte Rajmunda della Torre di Valsassina, který přijal také příjmení Hofer, později upraveného do němčiny na von Thurn-Hofer und Valsassina.
Hrad poté setrval v držení rodu Thurn-Hofer und Valsassina po více než 250 let.